# Dél-Korea nemzeti parkjainak listája
Dél-Korea nemzeti parkjai államilag kijelölt védett területek, az ország területének 6,6%-át teszik ki. 2016-ban 22 nemzeti parkja volt az országnak, ebből 21-et a Koreai Nemzeti Parkok Felügyelősége irányít, az egyedüli kivétel a Hallaszan (Hallasan) Nemzeti Park.
| Név (hangul, handzsa (hanja)                                         | Kép | Helyszín | Felvétel éve | Terület  | Típus                  |
| -------------------------------------------------------------------- | --- | --- | ------------ | -------- | ---------------------- |
| Pukhanszan (Bukhansan) 북한산국립공원 北漢山國立公園                 |     | Szöul, Kjonggi (Gyeonggi) | 1983         | 80 km²   | hegyvidéki             |
| Pjonszanbando (Byeonsan-bando) 변산반도국립공원 邊山半島國立公園     |     | Észak-Csolla (Jeolla) | 1988         | 155 km²  | tengeri és tengerparti |
| Cshiakszan (Chiaksan) 치악산국립공원 雉岳山國立公園                  |     | Kangvon (Gangwon) | 1984         | 182 km²  | hegyvidéki             |
| Tadoheheszang (Dadohaehaesang) 다도해해상국립공원 多島海海上國立公園 |     | Dél-Csolla (Jeolla) | 1981         | 2325 km² | tengeri és tengerparti |
| Togjuszan (Deogyusan) 덕유산국립공원 德裕山國立公園                  |     | Észak-Csolla (Jeolla), Dél-Kjongszang (Gyeongsang)                                                                               | 1975         | 232 km²  | hegyvidéki             |
| Kajaszan (Gayasan) 가야산국립공원 伽倻山國立公園                     |     | Dél-Kjongszang (Gyeongsang) , Észak-Kjongszang (Gyeongsang)                                                                      | 1972         | 77 km²   | hegyvidéki             |
| Kjongdzsu (Gyeongju) 경주국립공원 慶州國立公園                       |     | Észak-Kjongszang (Gyeongsang) | 1968         | 137 km²  | történelmi             |
| Kjerjongszan (Gyeryongsan) 계룡산국립공원 鷄龍山國立公園             |     | Dél-Cshungcshong (Chungcheong), Tedzson (Daejeon)                                                                                | 1968         | 65 km²   | hegyvidéki             |
| Hallaszan (Hallasan) 한라산국립공원 漢拏山國立公園                   |     | Csedzsu (Jeju) | 1970         | 153 km²  | hegyvidéki             |
| Halljoheszang (Hallyeohaesang) 한려해상국립공원 閑麗海上國立公園     |     | Dél-Csolla (Jeolla), Dél-Kjongszang (Gyeongsang)                                                                                 | 1968         | 545 km²  | tengeri és tengerparti |
| Csiriszan (Jirisan) 지리산국립공원 智異山國立公園                    |     | Dél-Csolla (Jeolla), Észak-Csolla (Jeolla), Dél-Kjongszang (Gyeongsang)                                                          | 1967         | 472 km²  | hegyvidéki             |
| Csuvangszan (Juwangsan) 주왕산국립공원 周王山國立公園                |     | Észak-Kjongszang (Gyeongsang) | 1976         | 107 km²  | hegyvidéki             |
| Nedzsangszan (Naejangsan) 내장산국립공원 內藏山國立公園              |     | Dél-Csolla (Jeolla), Észak-Csolla (Jeolla)                                                                                       | 1971         | 81 km²   | hegyvidéki             |
| Odeszan (Odaesan) 오대산국립공원 五臺山國立公園                      |     | Kangvon (Gangwon) | 1975         | 304 km²  | hegyvidéki             |
| Szorakszan (Seoraksan) 설악산국립공원 雪嶽山國立公園                 |     | Kangvon (Gangwon) | 1970         | 398 km²  | hegyvidéki             |
| Szobekszan (Sobaeksan) 소백산국립공원 小白山國立公園                 |     | Észak-Cshungcshong (Chungcheong), Észak-Kjongszang (Gyeongsang)                                                                  | 1987         | 322 km²  | hegyvidéki             |
| Szongniszan (Songnisan) 속리산국립공원 俗離山國立公園                |     | Észak-Cshungcshong (Chungcheong), Észak-Kjongszang (Gyeongsang)                                                                  | 1970         | 274 km²  | hegyvidéki             |
| Theanhean (Taeanhaean) 태안해안국립공원 泰安海岸國立公園             |     | Dél-Cshungcshong (Chungcheong)                                                                                                   | 1978         | 326 km²  | tengeri és tengerparti |
| Volcshulszan (Wolchulsan) 월출산국립공원 月出山國立公園              |     | Dél-Csolla (Jeolla) | 1988         | 56 km²   | hegyvidéki             |
| Vorakszan (Vorakszan) 월악산국립공원 月岳山國立公園                  |     | Észak-Cshungcshong (Chungcheong), Észak-Kjongszang (Gyeongsang)                                                                  | 1984         | 288 km²  | hegyvidéki             |
| Mudungszan (Mudeungsan) 무등산국립공원 無等山國立公園                |     | Kvandzsu (Gwangju), Dél-Csolla (Jeolla)                                                                                          | 2012         | 75 km²   | hegyvidéki             |
| Thebekszan (Taebaeksan) 태백산국립공원 太白山國立公園                |     | Jongvol (Yeongwol), Csongszon (Jeongseon), Thebek (Taebaek), Kangvon (Gangwon); Ponghva (Bonghwa), Észak-Kjongszang (Gyeongsang) | 2016         | 70 km²   | hegyvidéki             |